# Laminacauda
Laminacauda là một chi nhện trong họ Linyphiidae.